# Axel Anklam

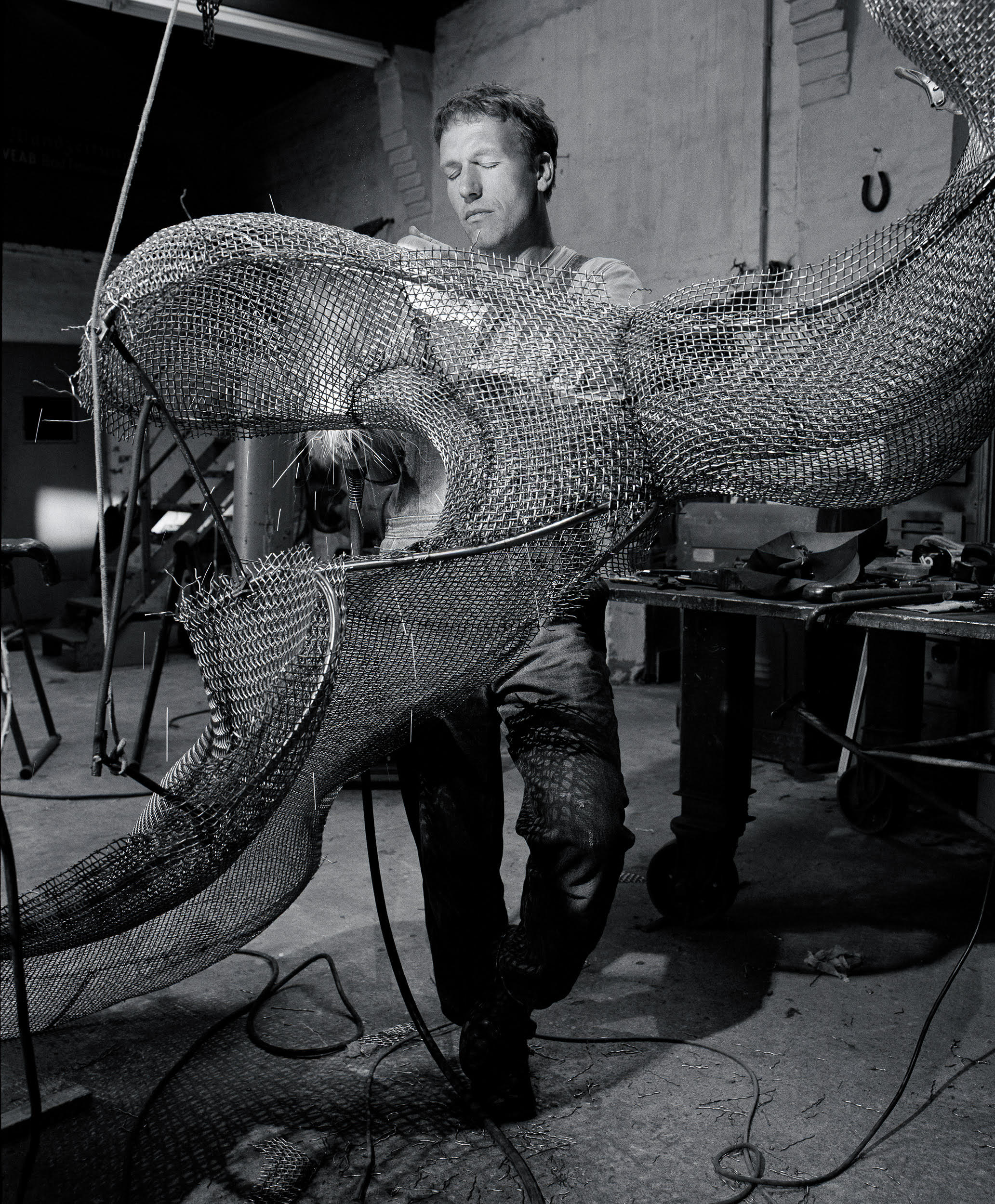
Axel Anklam, porträtiert von Oliver Mark, Bad Freienwalde 2014

Axel Anklam (* 19. Juli 1971 in Wriezen; † 1. Januar 2022 in Berlin) war ein deutscher bildender Künstler.

## Vita
Axel Anklam wurde 1971 in Wriezen geboren und absolvierte von 1987 bis 1990 zunächst eine Ausbildung zum Kunstschmied. Nach der deutschen Wiedervereinigung, im Jahr 1993 erwarb er den Meistertitel. Bis 1996 führte er freie Gestaltungs- und Restaurierungsaufträge aus und arbeitete anschließend bis 1998 als Restaurator im Schloss Sanssouci in Potsdam. Unterbrochen wurde diese Arbeit 1997 durch einen Studienaufenthalt im Europäischen Zentrum für Denkmalpflege in Venedig. Von 1998 bis 2002 studierte Anklam an der Hochschule für Kunst und Design (HfKD) Burg Giebichenstein in Halle (Saale), von 2002 bis 2004 an der Universität der Künste Berlin (UdK). Bis 2006 war er Meisterschüler des Bildhauers Tony Cragg an der UdK. 2010 erhielt er eine Gastprofessur für Bildhauerei an der Staatlichen Akademie der Bildenden Künste Stuttgart, 2013 nahm er an der Biennale di Venezia teil.
Axel Anklam lebte und arbeitete in Berlin und Bad Freienwalde. Er verstarb am Neujahrstag 2022 im Alter von 50 Jahren in Berlin an den Folgen einer Krebserkrankung. Er wurde in Bad Freienwalde bestattet.
Axel Anklam war verheiratet mit Nadja Anklam.

## Kunst
Anklams Objekte haben meist dynamische und ruhig fließende Partien, die einander folgen und spannungsvolle Formen erzeugen. Schimmernde Oberflächenmit vielfältigen Reflexionen überziehen metallene Karkassen. Lichtwechsel und Änderungen der Atmosphäre führen zu neuen Wahrnehmungen der abstrakten Werke.

## Werke (Auswahl)
Anklam orientierte sich mit seinen meist großflächigen und auch großen Werken an Pionieren der Licht-Bildhauerei aus dem beginnenden 20. Jahrhundert, insbesondere an Naum Gabo und Antoine Pevsner. Als Arbeitsmaterialien nutzte er häufig Kombinationen aus Edelstahl, Leichtmetall, Autolack, glasfaserverstärktem Kunststoff, Epoxidharz, Latex und Carbon, die zu schwebenden netzartigen abstrakten Gebilden führten. Sein Hauptsujet war der Traum vom Fliegen. Hier sind einige Beispiele:
- 2006: Der Flug, Fiberglas/Edelstahl[7]
- 2009/2017: Großes Land, Edelstahl[7]
- 2014:Mitra (3 Emissionen), Edelstahl, Karbon, Epoxidharz[7]
- 2014/2016: Windsbraut[6][8]
- 2012/15: Daphne, Edelstahlnetz[2]
- um 2016: Clime[7]
- 2016: Clime, Serie Gold, Edelstahl, titanbeschichtet, 14 Objekte mit vierstelligen Nummern bezeichnet[7]
- 2017: Olympia, Edelstahl, titanbeschichtet[7]
- 2017: Sunnier Climes, Edelstahlnetz titanbeschichtet[7]
- 2017/2018: Clime, Serie schwarz mit den Teilen: 
Laufen, Edelstahl titanbeschichtet; 
Level, Edelstahl titanbeschichtet, 
Platte[7], Field[8]
- 2019: Double Line, Carbonfaser, Edelstahl, Epoxid[8]
- 2019: Massiv VI, Edelstahl titanbeschichtet
- 2019: Line V, Glasfaser (GFK), roter Kunststoff, Edelstahl[7]
- 2020: Line IV, GFK, Edelstahl[8]
- 2021: In den Marmorklippen (Collage, Edelstahl-Bruchstücke, titanbeschichtet mit Hintergrund-Zeichnung)[7]
- 2021: Solar, Edelstahl titanbeschichtet[7][9]

Neben den konkreten schwebenden Objekten und Skulpturen fertigte Ankam auch Zeichnungen, Friese und arbeitete an einer Dokumentation zu Kunst-am-Bau-Projekten. Einen Fries für die Musikschule Spandau konnte er nicht mehr vollenden, sein Künstlerkollege Thomas Henninger erledigte dies im Jahr 2024. Das goldschimmernde Band stellt ein Notenblatt dar, das an der Fassade des Schulhauses angebracht wurde und den Song Music von John Miles abstrahiert.

## Preise (Auswahl)
- 2003: Skulpturenwettbewerb Die neue Berolina, Erster Preis
- 2006: Meisterschülerpreis des Präsidenten der UdK Berlin
- 2010: Ernst-Rietschl-Kunstpreis für Bildhauerei
- 2010: Gerlinde Beck Preis für Skulptur[10]
- 2013: Biennale Venedig, Anerkennungspreis, erste internationale Anerkennung[6]
- 2017: Großer Preis der Akademie der Künste Berlin in der Sparte Bildende Kunst

## Einzelausstellungen (Auswahl)
- 2006: Projektraum Brunnens, Berlin
- 2007: Skulpturen. Galerie Rothamel, Frankfurt
- 2008: Schloss Charlottenburg, Kleine Orangerie, Berlin (Katalog)
- 2009: Parcours. Angermuseum, Erfurt
- 2009: Parcours. Galerie Rothamel, Frankfurt
- 2010: Axel Anklam. Ernst-Rietschel-Museum
- 2011: Land. Galerie Burg Klempenow
- 2012: Axel Anklam. Gehag Forum, Berlin
- 2013: Masseneffekte. Altes Straßenbahndepot, Kunstsammlung Jena
- 2014: SCOTT (mit Jan Muche). Galerie Rothamel, Frankfurt am Main
- 2015: Kaskadenschaltung, IG Metall Gebäude Berlin
- 2016: Lichter. Galerie am Rathaus und im Stadtraum Eschborn
- 2017: Hileron. Sammlung Zebralla, Berlin[10]
- 2018: Lichte Schatten, Kunstverein Reutlingen, Museum Art.Plus, Donaueschingen, und Kunststiftung Erich Hauser, Rottweil[7]
- 2019: im Schloss Neuenhagen[11][12]
- 2019: Der Berg ruft, Galerie Schlichtenmaier, Stuttgart[7]
- 2021: Galerie Rother, Wiesbaden[7]
- 2025 (posthum), Februar bis 30. April: Lichtwanderer, Alte Kaserne, Zentrum für Aktuelle Kunst, Zitadelle Spandau[6][13]

## Ausstellungsbeteiligungen (Auswahl)
- 2000: Richard Haizmann-Museum Niebuell
- 2001: skulptur aktuell IV, Bielefeld
- 2002: Glass Class Truck, Amsterdam
- 2004: Saraburi Modern Art Exhibition, Bangkok
- 2005: Summer Sculptures Series, Französische Friedrichstadtkirche am Gendarmenmarkt, Berlin
- 2006: Kunstsammlungen der Veste Coburg
- 2007: Die Macht des Dinglichen. Skulptur heute!, Georg-Kolbe-Museum, Berlin
- 2008: Zeitblick. Martin-Gropius-Bau, Berlin
- 2009: Ube Biennale 09 – 23rd International Open Sculpture Competition
- 2010: Bushwick Schlacht!, Fortress to Solitude, New York
- 2010: Wahlverwandschaften 2. Neues Museum, Weimar
- 2011: Moraltarantula V - Perfektion in Vollendung, Hamburg
- 2012: Abstract confusion. Kunsthalle Erfurt
- 2013: Personal Structures. 55th International Art Exhibition / La Biennale di Venezia, Palazzo Bembo, Venedig
- 2014: Stahlplastik in Deutschland – gestern und heute. Kunstverein Wilhelmshöhe
- 2015: Wo ist hier? #2: Raum und Gegenwart. Kunstverein Reutlingen
- 2016: Die Geschichte hat einen Fehler – zu viele Erzähler. Kunstverein Gütersloh[2]

## Werke in Öffentlichen Sammlungen
- Botanischer Garten Saraburi, Bangkok, Thailand[14]
- Sammlung Frisch Berlin
- Bundesministerium für Bildung und Forschung
- Sammlung Zeitgenössischer Kunst der Bundesrepublik Deutschland
- Sennestadtverein e.V., Bielefeld
- Europäisches Patentamt, München
- Sammlung Enzkreis, Pforzheim
- Neues Museum – Klassikstiftung Weimar